# Tiro a volo
Il tiro a volo è uno sport olimpico, che consiste nel colpire in volo un bersaglio piatto, chiamato piattello, da una determinata distanza con un fucile a canna liscia. Esso viene riconosciuto come una delle due discipline (insieme al tiro a segno) dello sport definito "tiro".
Questa disciplina comprende attualmente tre specialità: fossa olimpica (trap), maschile e femminile, skeet, maschile e femminile e (fino al 2016) doppia fossa (double trap) solo maschile, per un totale di cinque gare ufficiali.

## Storia
Le origini di questo sport risalirebbero alla seconda metà del XIX secolo quando negli Stati Uniti prese campo l'hobby del tiro a segno su un bersaglio costituito dalle palline di vetro del tipo di quelle usate per gli addobbi natalizi. Le palline venivano lanciate da speciali strumenti, chiamati balltraps (da cui il nome attuale trap usato per indicare il tiro classico oggi denominato fossa olimpica o fossa universale).
Dal 1880 si passò dalle palline ad un bersaglio mobile in argilla a forma di disco, il canaconda d'argilla, o - per la forma troppo lunga. Il primo circolo sportivo nacque in Gran Bretagna nel 1857.
In Italia le prime gare si svolsero in Sicilia, verso la metà del XIX secolo. La prima società in Italia di tiro a volo fu creata a Milano nel 1872. La FITAV (Federazione Italiana Tiro a Volo) è nata nel 1926 per interessamento di un appassionato industriale del settore, Ettore Stacchini, il quale riuscì a raccogliere una trentina di società appartenenti a tutte le regioni italiane nella Federazione Italiana Tiro al Piccione d'Argilla (il bersaglio mobile ideato sulla falsariga dell'anglosassone clay-bird, uccello d'argilla e del francese pigeon d'argile).
Nel 1927 la FITAV assunse l'attuale denominazione entrando a far parte del CONI. Per una diffusione maggiore di questo sport - che ha sempre sofferto di congeniti problemi riguardanti gli impianti - si dovette attendere il 1930, quando vennero organizzati a Roma - su iniziativa dello stesso Stacchini - sia il Campionato mondiale dell'unica specialità di tiro al piattello allora conosciuta, la Fossa Olimpica, sia il Campionato mondiale di tiro al piccione.

## Caratteristiche
Il bersaglio, detto piattello, ha un diametro di 11 centimetri, un'altezza fino a 2,5 centimetri e un peso di 105 grammi,tolleranza ± 5 grammi. Nelle discipline olimpiche viene usato sempre il piattello di colore arancio, e solo in gara viene utilizzato un piattello particolare, che libera una polvere rossa quando viene colpito. Esistono piattelli di diversi colori (verde, giallo, bianco, rosa, nero e rosso). Questo parte da una macchina, detta appunto lanciapiattelli, a una velocità di circa 140 km/h nella fossa olimpica, varia dai 100 ai 120 km/h nella fossa universale e parte invece a 110 km/h nello skeet. 
Nelle varie discipline vi sono diversi schemi di modalità di lancio dei piattelli, dove vengono indicate le angolazioni dell'altezza e della direzione:
-nello skeet ce ne sono 25, lanciati uno alla volta
-nel double trap 3 (A,B,C), lanciati anche 2 alla volta
-nella fossa olimpica 25, lanciati uno alla volta e da 5 pedane diverse.
I fucili che vengono utilizzati sono di calibro 12, nonostante si possa sparare anche con i calibri 20, 28 e 410. Il fucile ha un peso che va dai 3,5 kg ai 4,2 kg e varia a seconda della corporatura del tiratore. La lunghezza delle canne solitamente va dai 71 ai 76 cm a seconda della disciplina che si pratica.
Si utilizzano poi cartucce da 24 g e 28 g (peso dei pallini di piombo contenuti nella cartuccia). Nelle gare ufficiali non sono consentite quelle da 28 g.
Il tiro a volo si suddivideva in due categorie, il tiro al piccione e il tiro al piattello: oggi esiste solo il tiro al piattello, in quanto il tiro al piccione è vietato ed è stato sostituito dal tiro all'elica.

## Specialità olimpiche

### Fossa olimpica (trap)
La fossa Olimpica (in inglese trap) è la principale specialità (fece la sua apparizione ai Giochi Olimpici fin dalla seconda edizione di Parigi 1900, sia pure come sport facoltativo).
Consiste essenzialmente nel dover colpire un piattello lanciato dal basso verso l'alto davanti al tiratore, con traiettoria sconosciuta e due colpi a disposizione. 
Di conseguenza stabilire una classifica di gara è molto semplice: vince chi, su un certo numero di piattelli lanciati, ne colpisce di più, ovvero ne sbaglia di meno.
La fossa olimpica si chiama così perché le regole che descrivono le caratteristiche dell'area di gara prevedono di fronte ad una pedana rettilinea di lunghezza 20 metri un canale dritto, chiamato appunto "fossa", profonda abbastanza da poter nascondere alla vista del tiratore le 15 macchine da lancio previste. La Fossa è lunga quanto la pedana ed è disposta a 15 metri dalle postazioni di tiro, mentre le macchine da lancio sono divise in 5 gruppi di 3, dei quali ciascuno posizionato esattamente davanti ad ognuna delle postazioni; Il fatto che ciascun gruppo sia formato da tre macchine determina che esistano tre possibili punti di uscita, impedendo la mira preventiva al tiratore.
Le postazioni sono spartite lungo la pedana in modo che tra loro siano equidistanti, tenendo conto che la prima corrisponde con l'inizio della pedana e la quinta coincide con la fine, per cui ognuna dista cinque metri dalle altre.
Per evitare che si creino situazioni di vantaggio o svantaggio dovute alla postazione, è previsto che ogni tiratore cambi postazione più volte durante la gara tra le 5 disponibili sulla pedana.

### Skeet
La seconda specialità del tiro a volo, lo skeet , ha regole meno sintetiche:
Per ogni piattello si ha a disposizione un solo colpo, inoltre la distanza dalla linea di tiro è inferiore (4,57 metri contro i 15);
Le postazioni di tiro, in ambito tecnico chiamate pedane, sono 8 (ma se ne usano 9 in quanto dopo la settima postazione si ripete la quarta), non sono allineate, bensì distribuite a semicerchio: infatti le macchine lanciapiattelli non sono poste davanti al tiratore, ma lateralmente, a destra e a sinistra della pedana circolare.
Anche nello skeet, come nel trap, il tiratore deve spostarsi su più pedane durante la gara.
Questa specialità ebbe il suo battesimo sportivo alle Olimpiadi di Città del Messico 1968.

### Double Trap
A fine anni ottanta risale la prima comparsa in ambito internazionale dell'attuale terza specialità olimpica: il double trap :
Il double trap ha questo nome e si differenzia dal trap perché vengono lanciati due piattelli per volta. In sostanza, si hanno a disposizione due colpi invece che uno, come nello Skeet, ma non vengono utilizzati per colpire un solo piattello, bensì due, lanciati insieme.
Ufficializzato come specialità olimpica nel dicembre 1991, dall'edizione del centenario (Atlanta 1996) le gare di tiro a volo sono passate così a sei, in seguito però, a partire dalle Olimpiadi di Atene 2004 la categoria double trap al femminile è stata soppressa, per cui le gare olimpiche sono diventate cinque.
Il 21 febbraio 2017 il comitato esecutivo della Federazione Internazionale degli Sport di Tiro (Issf) a Nuova Delhi ha approvato il documento prodotto dal comitato che ha sancito l'uscita dal programma dei Giochi del Double Trap Individuale. Di Conseguenza dalle Olimpiadi di Tokyo 2020 non ci sarà più questa specialità sostituita invece dal Mixed Team di Fossa Olimpica.
Elenco specialità olimpiche
- fossa olimpica (trap) maschile
- fossa olimpica (trap) femminile
- skeet maschile
- skeet femminile
- mixed team di fossa olimpica